# Iberodorcadion fuliginator
Iberodorcadion fuliginator är en skalbaggsart som först beskrevs av Carl von Linné 1758.  Iberodorcadion fuliginator ingår i släktet Iberodorcadion, och familjen långhorningar. Arten har ej påträffats i Sverige.

## Bildgalleri

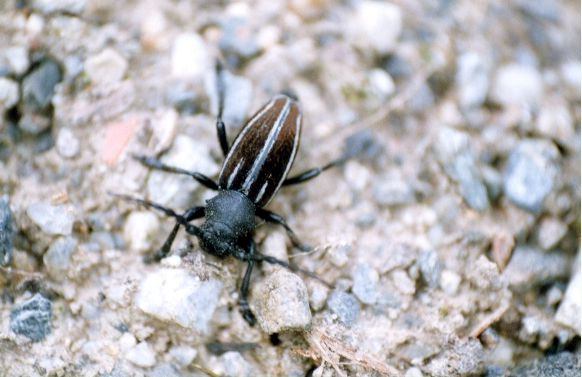